# 陶黃彥斌
陶黃彥斌（原名黄麗麗 ，1945年—2005年7月2日），加拿大華人，祖籍廣東湛江，於1986年至2005年間任移民服務機構中僑互助會行政總監，2005年在温哥華因心臟病逝世。

## 生平

### 早期生涯
陶黃彥斌原名黄麗麗 ，學名黄彥斌，結婚後被稱為陶黃彥斌。早年在英屬香港出生和長大，是家中獨女，曾在香港英華女校就讀中學並且畢業，中學三年級時她在一次夏令會決志信了基督教。中學畢業後進入香港大學修讀文學學士學位並於1967年畢業。1968年獲得社會工作文憑，同年開始在香港政府社會福利署工作。

### 加國生活
1974年，她與全家移居溫哥華，首先在卑詩大學進修 ，1979年獲得了社會工作碩士學位，之後先後在溫哥華一間醫院 、溫哥華學校局 、卑詩省衛生廳工作。她於1974年抵溫後亦加入中僑互助會，初時在位於緬街的細小辦公室裏辦理華裔新移民安頓的服務項目。往後年間亦於蘭里市參與建立與管理精神殘障人士護理康復設施，並積極倡議促成了環境再造中心的建設。
她從1986年起出任中僑互助會行政總監，其後再升任行政總裁。

### 逝世
陶太於2005年7月1日出席加拿大日活動時心臟病發，自行駕車到醫院求醫，延至2日晚不治。她的私人喪禮於7月8日舉行。
為表揚陶黃彥斌對中僑多年來的貢獻，中僑互助會特於2007年度《中僑慈善群星夜》向她追頒終生成就獎，由其長子陶明磊代領。
由《加拿大移民雜誌》主辦，並由陶黃彥斌參與設立和評審的《新移民獎學金》，亦於她去世後獲其家人同意改稱《陶黃彥斌新移民獎學金》，以紀念其服務新移民的貢獻。

## 獎項或榮譽
- 《溫哥華市多元文化社會優秀服務獎》[1]
- 《加拿大聯邦125周年獎章》[1]
- 《國會社區服務獎》[1]
- 1998年：獲《溫哥華太陽報》評為《1998年度卑詩省25個最具影響力的人物》之一[6]
- 2007年：獲中僑互助會追頒終生成就獎